# Monument de Guillaume Ier (Hambourg)

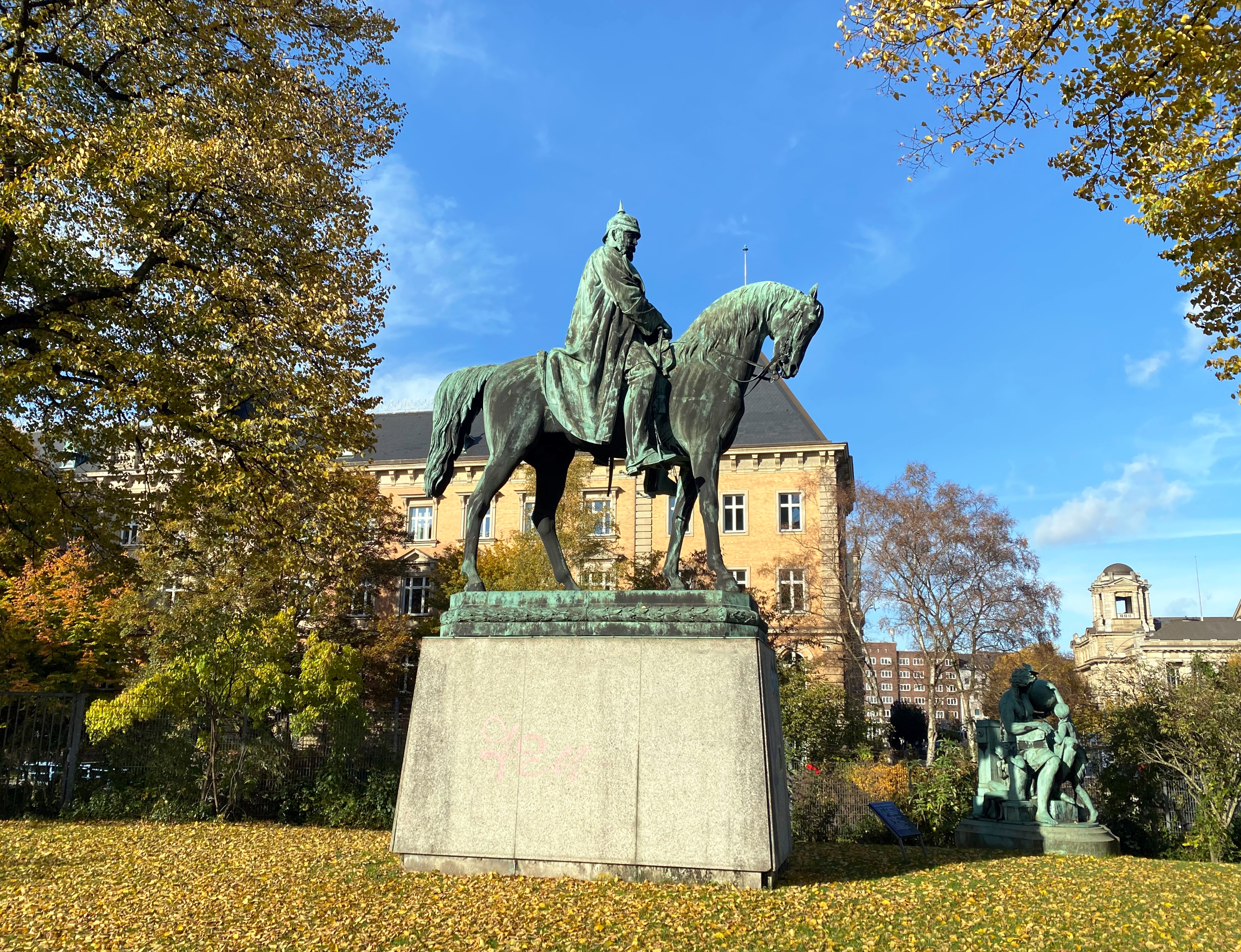
Statue équestre de Guillaume Ier.

Le monument de Guillaume Ier (Kaiser-Wilhelm-Denkmal) est un des nombreux monuments d'Allemagne dédiés à l'empereur Guillaume Ier (1797-1888), fondateur de l'unité allemande. Il se trouve à Hambourg, installé depuis 1930 sur les Wallanlagen (parc des anciens remparts), en haut du forum de la Justice (Justizforum). Ce monument est l'œuvre du sculpteur Johannes Schilling (1828-1910). 

## Histoire

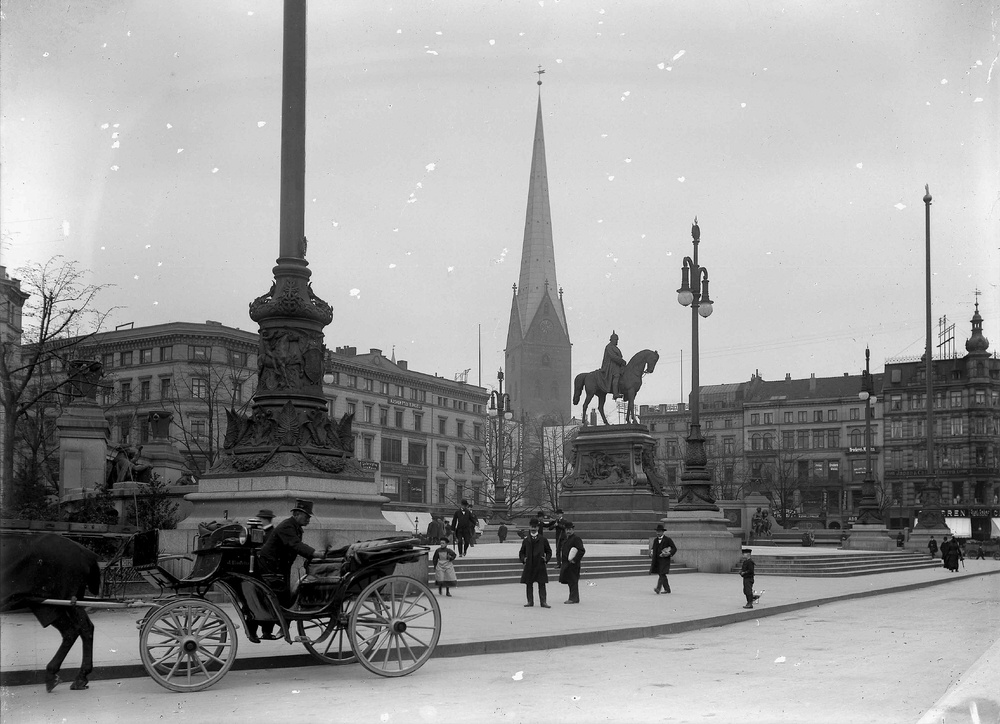
Emplacement originel.

Après la mort de l'empereur Guillaume en 1888, nombre de villes allemandes font ériger des statues de l'unificateur de l'Empire allemand en son honneur. Il en est de même pour la ville libre et hanséatique de Hambourg. En effet après la mort de Guillaume, une commission du sénat de Hambourg et des membres du parlement de la ville libre se réunit dans ce but. Un premier projet est présenté par le sculpteur Fritz Schaper, mais il est refusé par le parlement.
L'architecte Martin Haller, chargé de l'aménagement de la place du marché de l'hôtel de ville en 1897, remet la discussion à l'ordre du jour. En 1898, une nouvelle résolution est adoptée à Hambourg à propos de la conception d'un monument par Johannes Schilling. Cette année-là, le monument de l'empereur Guillaume est inauguré dans la ville voisine d'Altona. La conception de la nouvelle place du marché de l'hôtel de ville est essentiellement due à Carl Garbers et Ernst Barlach, aussi Schilling a simplement adapté le style de sa statue équestre à l'ensemble du projet. La première pierre est posée le 3 juin 1902. Le coût de l'ensemble du monument, y compris la refonte de la place, le déplacement du tramway et les célébrations, s'est élevé à plus d'un million de marks.
La statue équestre avec des groupes sculptés allégoriques est finalement inaugurée le 20 juin 1903 en présence du petit-fils de l'empereur Guillaume, l'empereur Guillaume II, sur la place du marché de l'hôtel de ville devant l'hôtel de ville de Hambourg.

### Description et installation première

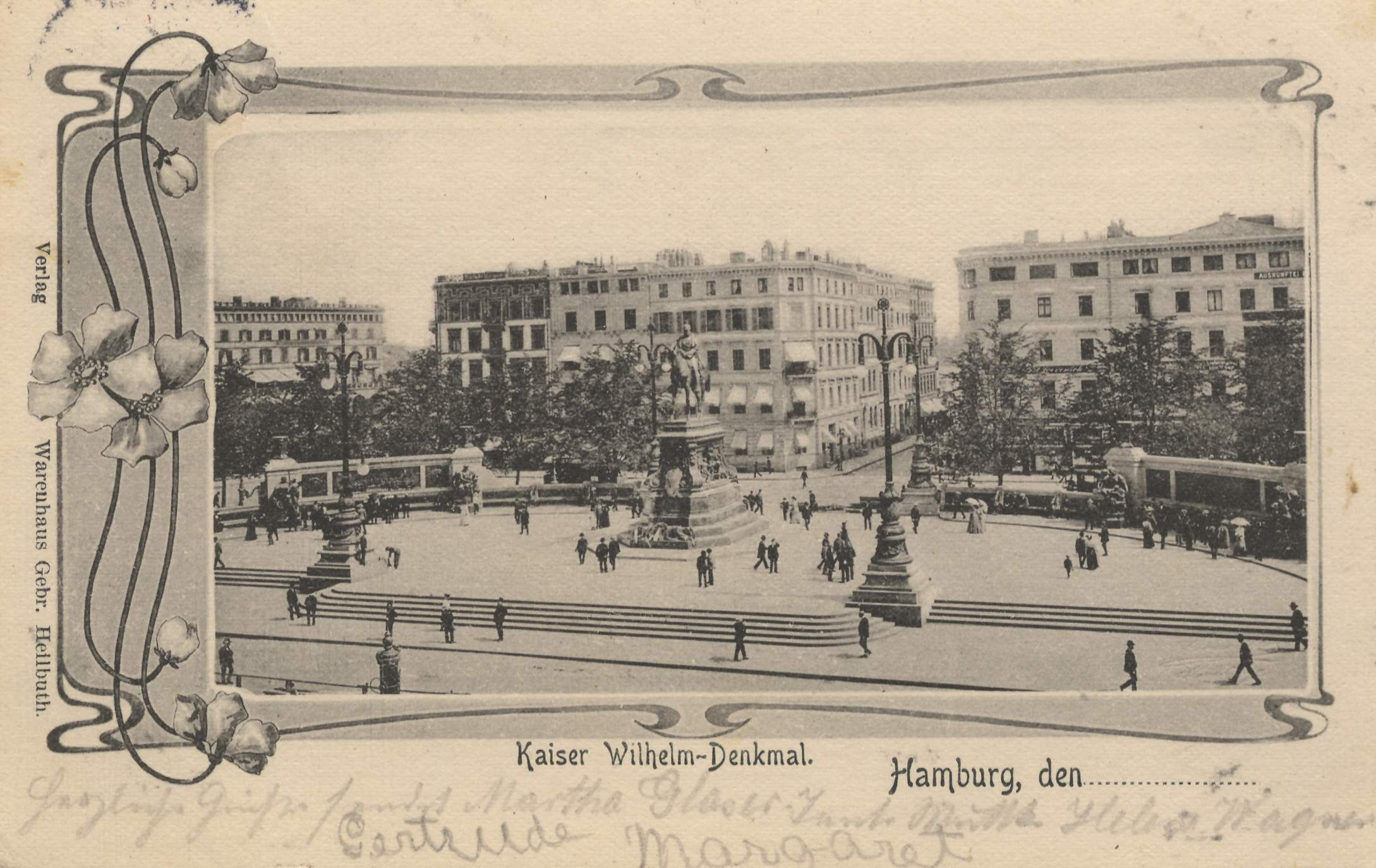
Emplacement originel.

Sur un plateau surélevé face à l'hôtel de ville, la statue équestre de l'empereur, de cinq mètres et demi de haut, se tenait sur un piédestal richement orné de six mètres de hauteur en granit poli. Des reliefs en bronze symbolisant la unité allemande en 1871 et l'insigne impérial y étaient attachés. Le plateau (80 mètres sur 30) était encadré sur le côté par deux balustrades en pierre séparées en quart de cercle. Couronnés de bassins de feu en bronze en forme de vase, ils étaient également pourvus à l'intérieur de divers reliefs relatifs à la fondation de l'Empire allemand et de bancs environnants, interrompus par plusieurs griffons de bronze.
Les quatre groupes allégoriques de personnages étaient également disposés sur les larges balustrades cintrées, qui étaient fermées par deux mâts et deux lampadaires. Deux autres lampadaires, dont les bases étaient également décorées d'ornements provenant de différentes espèces d'arbres allemandes, se tenaient individuellement en tant que donneurs de lumière entre les mâts du drapeau et la statue,. Cet espace ainsi délimité devait également servir de place de fête.
Le mémorial représentait délibérément l'empereur dans un uniforme simple. Ce n'était pas le militarisme prussien qui était mis en avant, mais d'abord les réalisations sociales, économiques et juridiques, épanouies grâce à la fondation de l'Empire allemand et grâce au rôle associé de Hambourg.

### Installation aux Wallanlagen
En 1929-1930, le monument est déplacé. Il avait déjà été endommagé par les révolutionnaires de la Révolution de novembre en 1918 et en 1922 et la jeune République de Weimar ne se reconnaissait plus dans l'esprit impérial. Le prétexte est trouvé lorsqu'il s'agit en 1930-1931 de réaménager la place devant l'hôtel de ville sous la supervision du directeur des bâtiments publics Fritz Schumacher. La statue équestre, les groupes allégoriques, une partie des balustrades et deux lampadaires sont donc réinstallés devant le forum de la justice (Justizforum), côté Est des anciens remparts de Holsten, aujourd'hui place Johannes-Brahms (Johannes-Brahms-Platz). Des pièces désormais inutilisées, comme les bas-reliefs, diverses ornementations et les attaches des balustrades, sont désormais considérées comme perdues. Les mâts quant à eux sont restés dans l'ancienne place. Le monument est fortement endommagé pendant la Seconde Guerre mondiale.
En 1961, lorsque le parc des Wallanlagen est refait, la municipalité décide de démanteler le monument. La statue équestre est réinstallée en 1963 sur un nouveau petit socle de béton. Quant aux quatre groupes allégoriques (Le Droit, La Législation sociale, La Monnaie et Les Moyens de communication) qui se trouvaient flanquer autrefois la statue équestre, ils sont mis au dépôt. Ils sont exposés entre 1977 et 1980 sur la place du marché de l'hôtel de ville. Finalement après de longues années de « mise au placard », ils sont installés en 1997 dans le parc - cette fois sans socle, ni balustrade, ni lampadaire - à même la pelouse, près de la statue équestre.

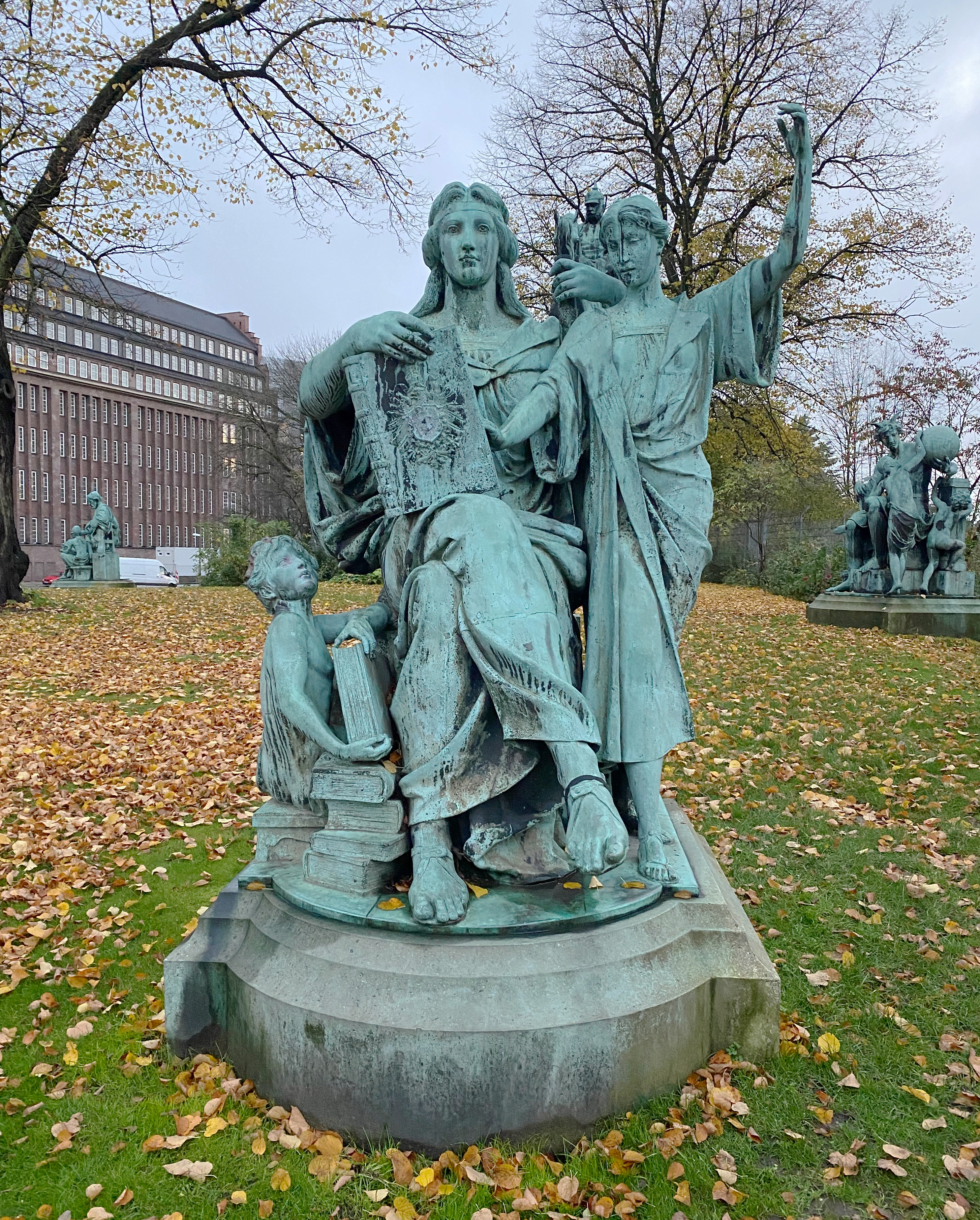
Allégorie du Droit.
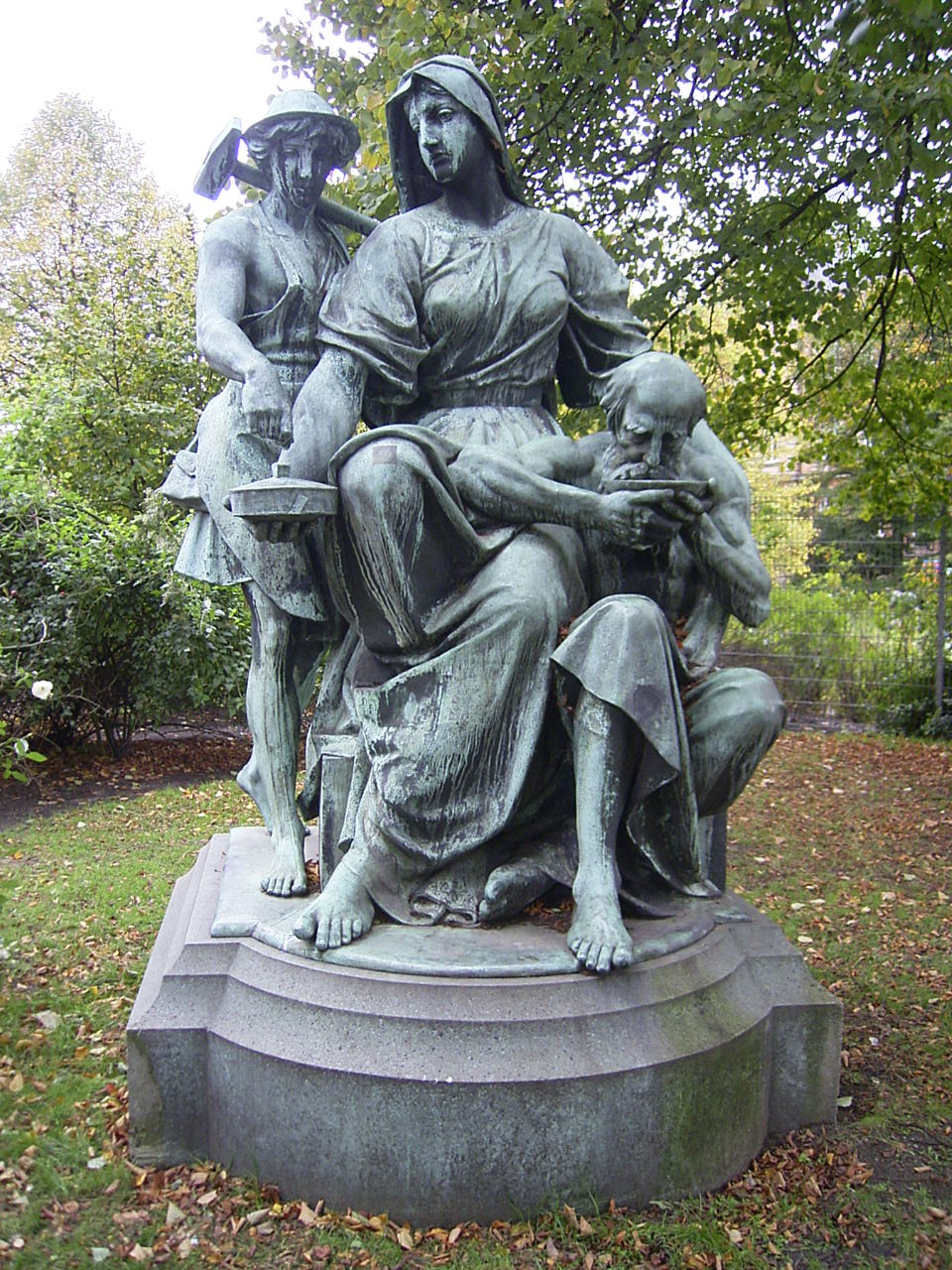
Allégorie de la Législation sociale.
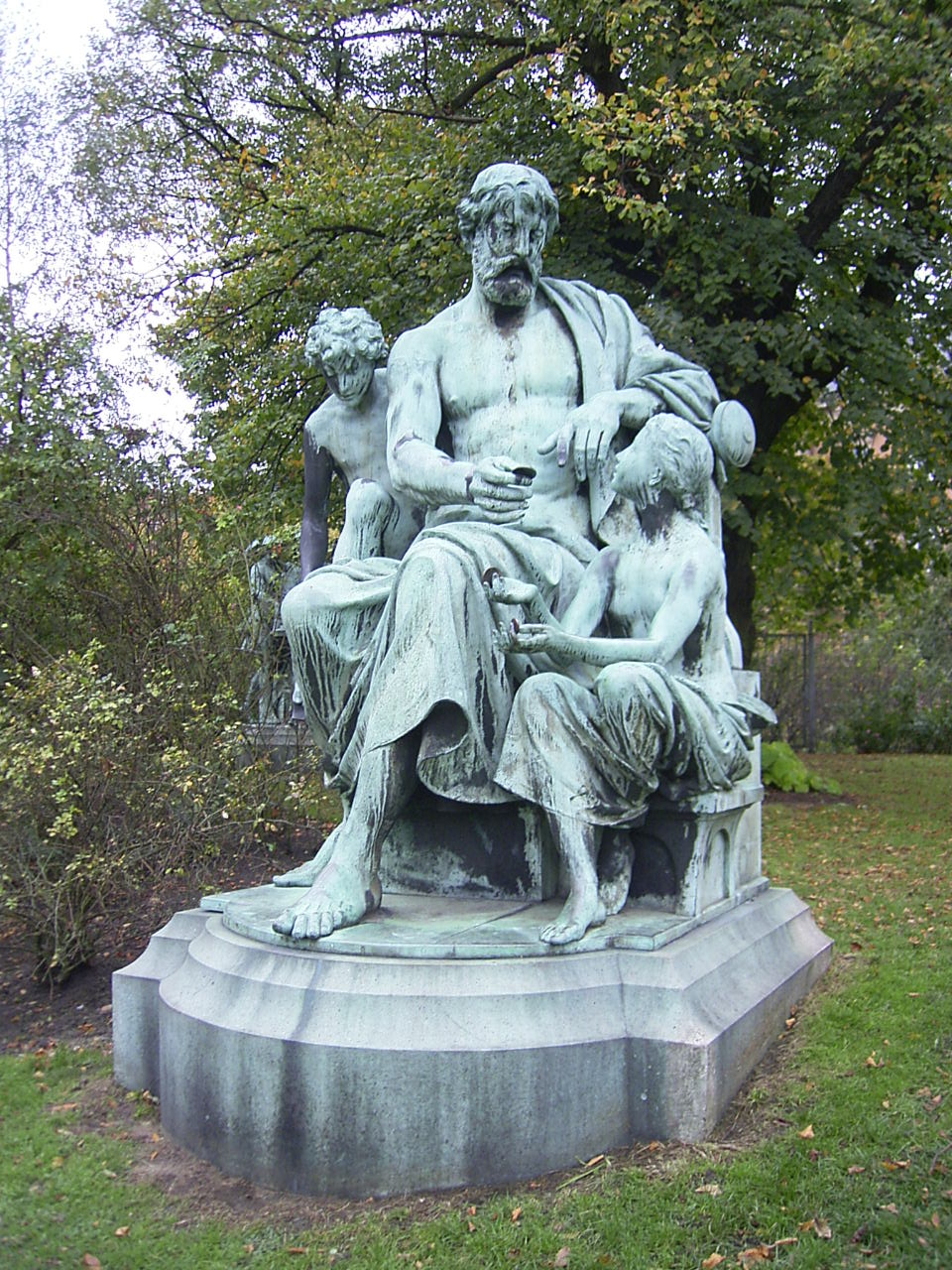
Allégorie de la Monnaie.
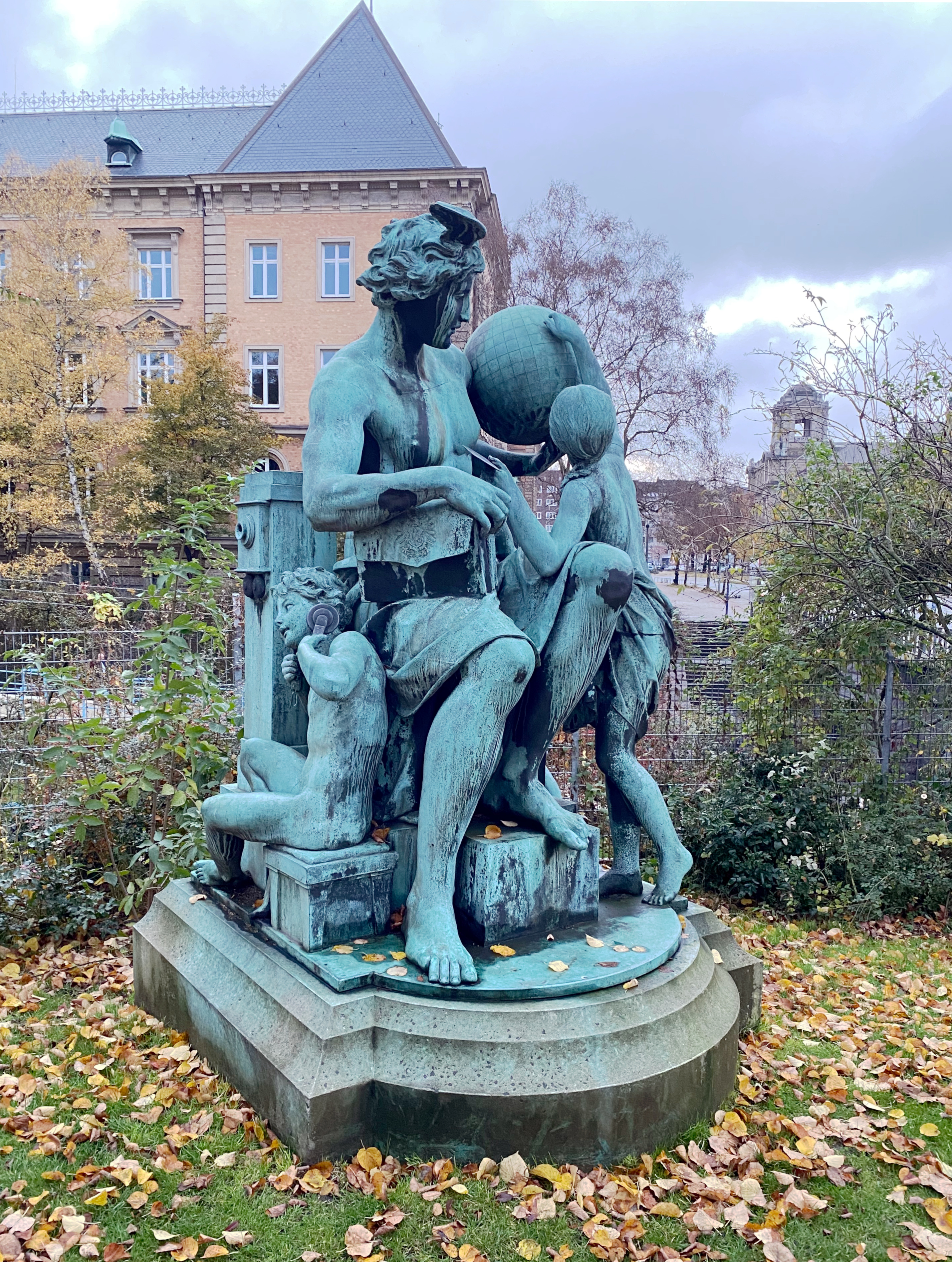
Allégorie des Moyens de communication.

## Source de la traduction
- (de) Cet article est partiellement ou en totalité issu de l’article de Wikipédia en allemand intitulé « Kaiser-Wilhelm-I.-Denkmal (Hamburg) » (voir la liste des auteurs).